# Villa Olímpica (Ciudad de México)

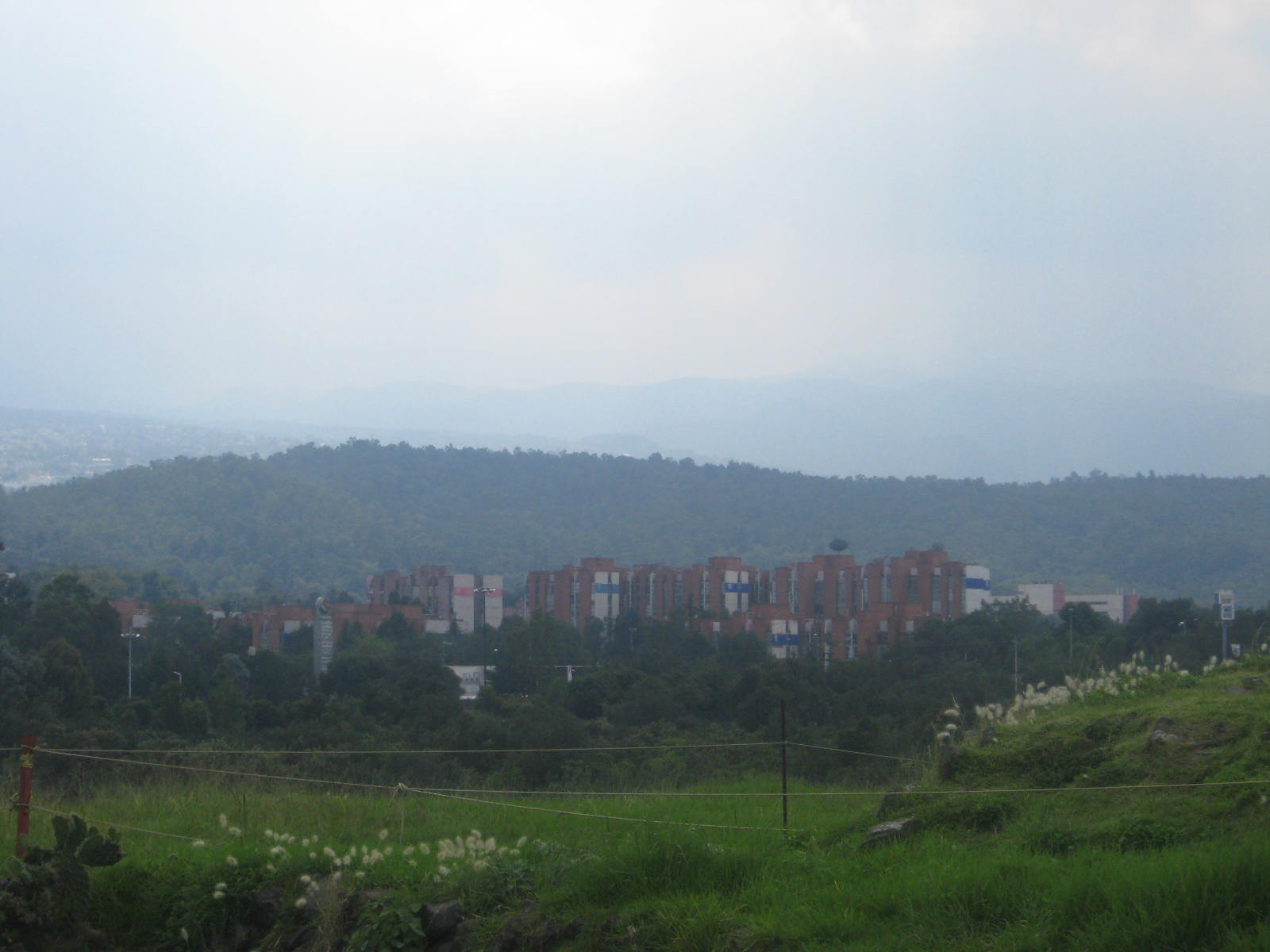
Vista de la Villa Olímpica de la Ciudad de México.

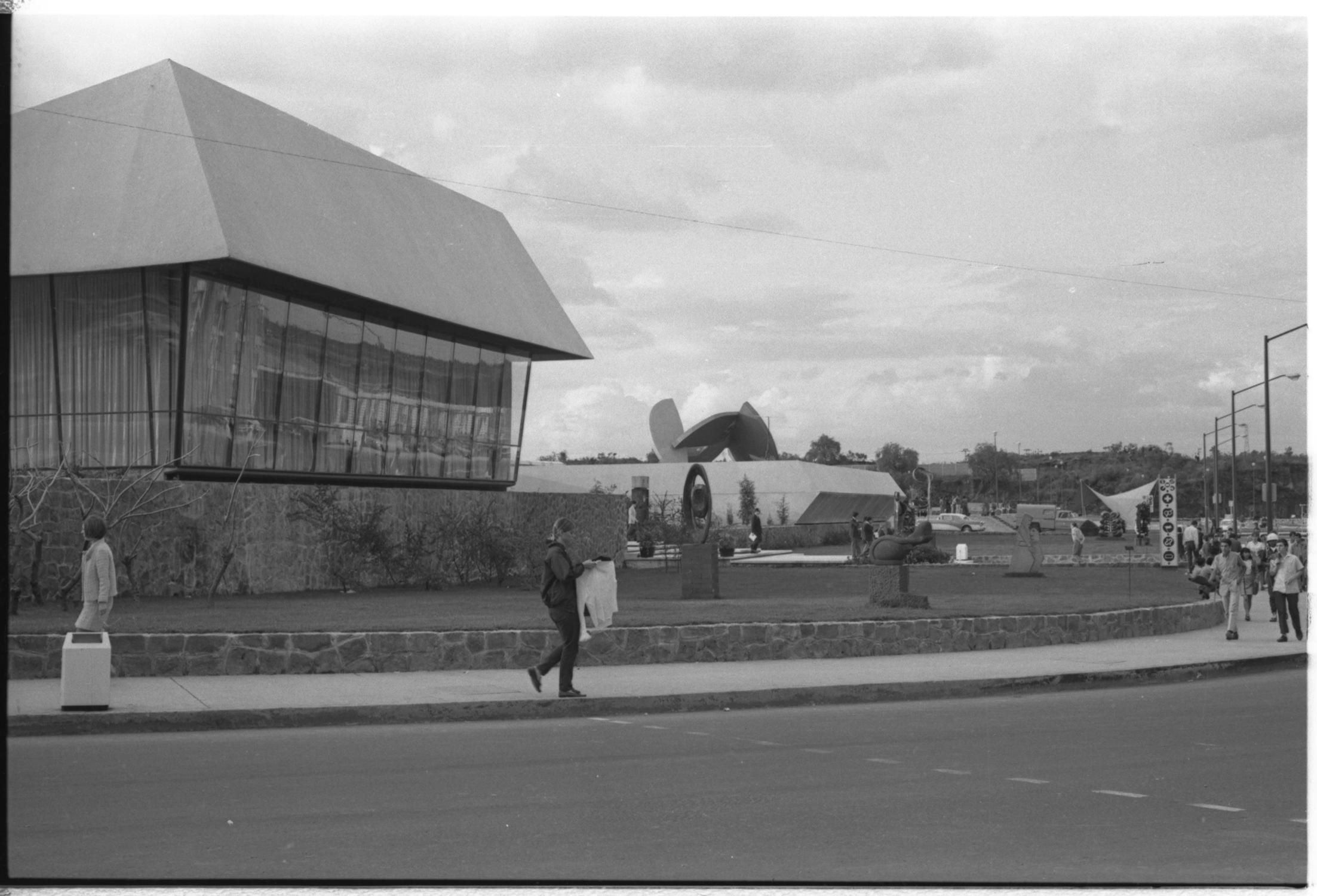
Villa olímpica durante las olimpiadas.

La Villa Olímpica de la Ciudad de México es un complejo residencial construido en el año de 1968 para alojar a los atletas olímpicos, los oficiales de equipo de las Federaciones Internacionales y a la prensa extranjera, quienes vendrían a participar en los Juegos Olímpicos de México 1968. Tenía una superficie inicial de 9 hectáreas y fue propiedad del Banco Nacional de Obras y Servicios Públicos. Posteriormente fue ampliada con 20 mil metros cuadrados, los cuales fueron donados por la Fábrica de Papel Loreto y Peña Pobre. Sus terrenos colindaban con la antigua Villa de Tlalpan que, debido al subsuelo de roca volcánica, permitió la rápida construcción.
El nombre original era "Villa Olímpica Libertador Miguel Hidalgo" y el programa rector consistió en satisfacer simultáneamente las necesidades específicas de una Villa Olímpica y los requerimientos de un complejo residencial en régimen de condominio, por lo que una vez desocupados los departamentos serían puestos a la venta. Actualmente se le conoce como Villa Olímpica pero su nombre oficial es "Unidad Habitacional Villa Olímpica Libertador Miguel Hidalgo."
La Secretaría de Obras Públicas le confió el proyecto a los arquitectos González Rul, Ortega Viramontes, Hernández Navarro y Torres Martínez. La obra tenía que cumplir con los requerimientos de un complejo habitacional y el de una villa olímpica. El Presidente de la República Gustavo Díaz Ordaz ordenó que la sección residencial fuera financiada por el Banco Nacional de Obras y Servicios Públicos y el resto fuera financiado por la Secretaría de Obras Públicas. El Comité Organizador colaboró con la SOP para crear el proyecto de alimentación de energía eléctrica que después fue modificado y ejecutado por la compañía mexicana de Luz y Fuerza del Centro.
Se encuentra en la Delegación Tlalpan, al sur de la Ciudad de México. Su ubicación fue pensada para que el conjunto se encontrara cercano a la zona en donde se desarrollarían algunos de los Juegos Olímpicos. Está ubicado a un lado de la zona arqueológica de Cuicuilco, junto a la Ruta de la Amistad Periférico Sur y frente a la Avenida de los Insurgentes, que la conectaría de forma directa con Ciudad Universitaria y el estadio principal de las Olimpiadas.
El 2 de mayo de 1967, un grupo de periodistas nacionales y extranjeros asistieron a la iniciación de las obras. Los periodistas recibieron información sobre la construcción y las características de la Villa Olímpica. Entre los periodistas y los organizadores, una de las más grandes preocupaciones era si el proyecto iba a entregarse a tiempo. Quinientos días más tarde, se inauguró oficialmente el conjunto, en cuyo discurso el presidente Díaz Ordaz se unió la causa solidaria que impidió la participación en la Olimpiada XIX de Sudáfrica debido a su régimen separatista apartheid. El presidente dijo en su discurso: “El evento que México va a auspiciar en este año, para reunir a la juventud del mundo y a las manifestaciones más elevadas de a cultura de todos los países de la Tierra, encontrará en nuestra patria, en correspondencia, el símbolo de nuestro libertador y del libertador de los esclavos.”
Al iniciar los trabajos de construcción se hallaron importantes vestigios de la cultura de Cuicuilco. Dicha cultura fue sepultada por las erupciones del volcán Xitle. Bajo la dirección del Instituto Nacional de Antropología e Historia se iniciaron obras de exploración y reconstrucción en el mes de abril de 1968.
Las instalaciones de la Villa Olímpica y los edificios residenciales fueron agrupados en varias zonas, que dieron acceso a la villa por una plazoleta en Avenida de los Insurgentes, donde se construyó una parada de autobuses y las oficinas de la Villa Olímpica. Sobre esa misma villa se construyeron los gimnasios al aire libre, al poniente la zona habitacional que colinda con los campos de entrenamiento, los comedores y las zonas comerciales y de prensa. En el extremo suroeste se encuentra la Asociación de Charros del Pedregal. La zona habitacional está formada por 29 torres, 16 de ellas de 6 pisos y 13 torres de 10 pisos. Los nombres de las torres son dioses o héroes griegos, en homenaje a esta cultura, los cuales son: Iris, Heracles, Aquiles, Teseo, Ulises, Eros, Atlas, Prometeo, Zeus, Hera, Apolo, Poseidón, Artemisa, Atenea, Hermes, Hefestos, Hestia, Urano, Gea, Cronos, Cibeles, Cloris, Higia, Temis, Heba, Eolo, Aristeo, Tritón y Selene. El número total de departamentos es de 904 que en total cuentan con 5044 cuartos y 2572 baños. En 6 de los edificios la superficie construida por piso fue de 516 metros cuadrados y en los otros 26 se construyeron 538 metros cuadrados.
Durante las olimpiadas 24 edificios fueron destinados al alojamiento de los participantes olímpicos hombres. El conjunto de esos 24 edificios se le llamó villa masculina. 3 edificios fueron destinados a villa femenina y otros dos a villa prensa. Así mismo, el Instituto Mexicano del Seguro Social (IMSS) instaló una clínica y una unidad de fisiatría provisionales.
Actualmente la Villa Olímpica sirve cómo un complejo habitacional en la delegación Tlalpan y sus instalaciones deportivas que cuenta con canchas de fútbol, béisbol, alberca, pista para correr y un gimnasio urbano que cuenta con tres zonas para ejercitarse (superior, abdomen e inferior), estas instalaciones son utilizadas por los habitantes de la zona para llevar una vida más saludable.